# Haute couture

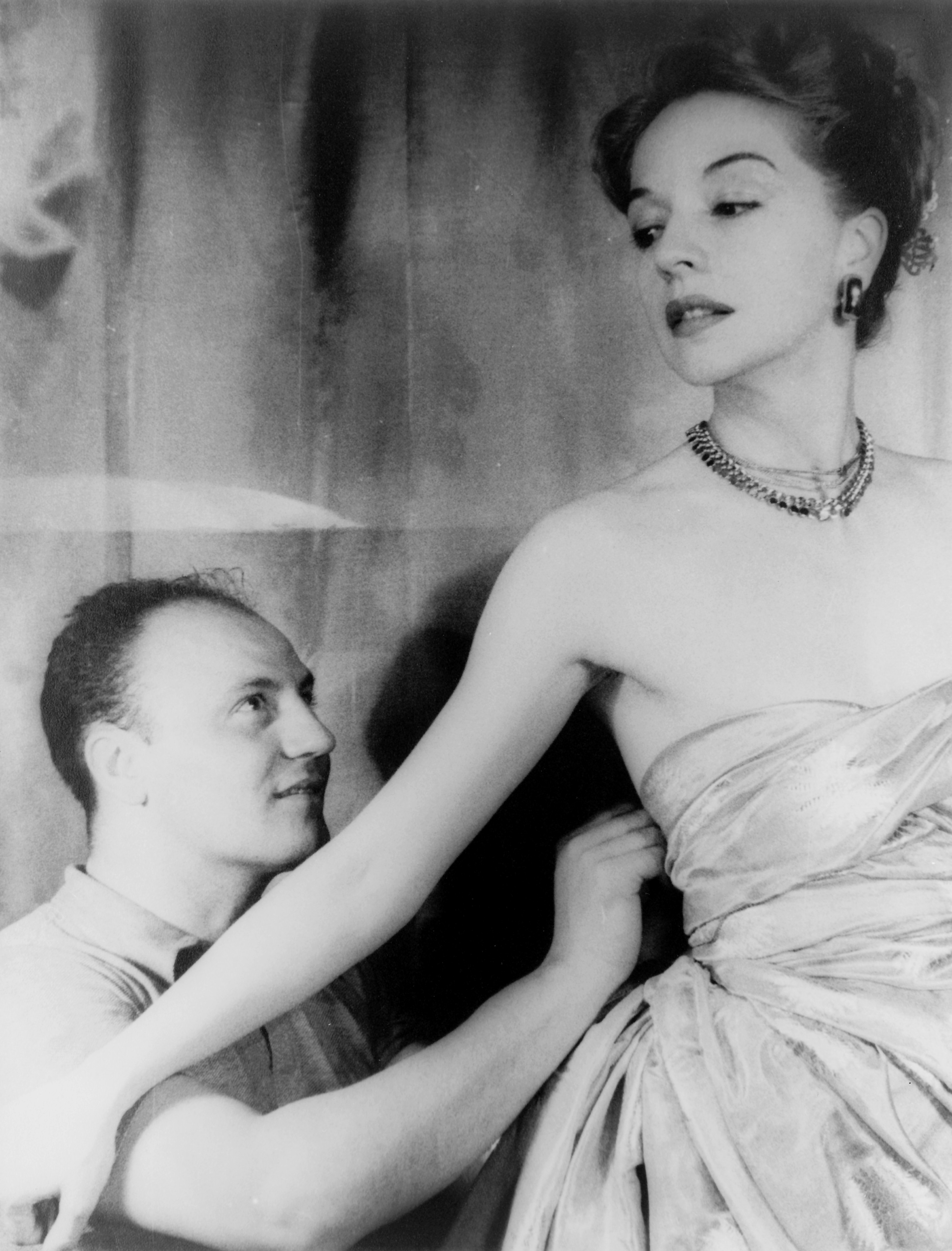
Pierre Balmain met model Ruth Ford in 1947.

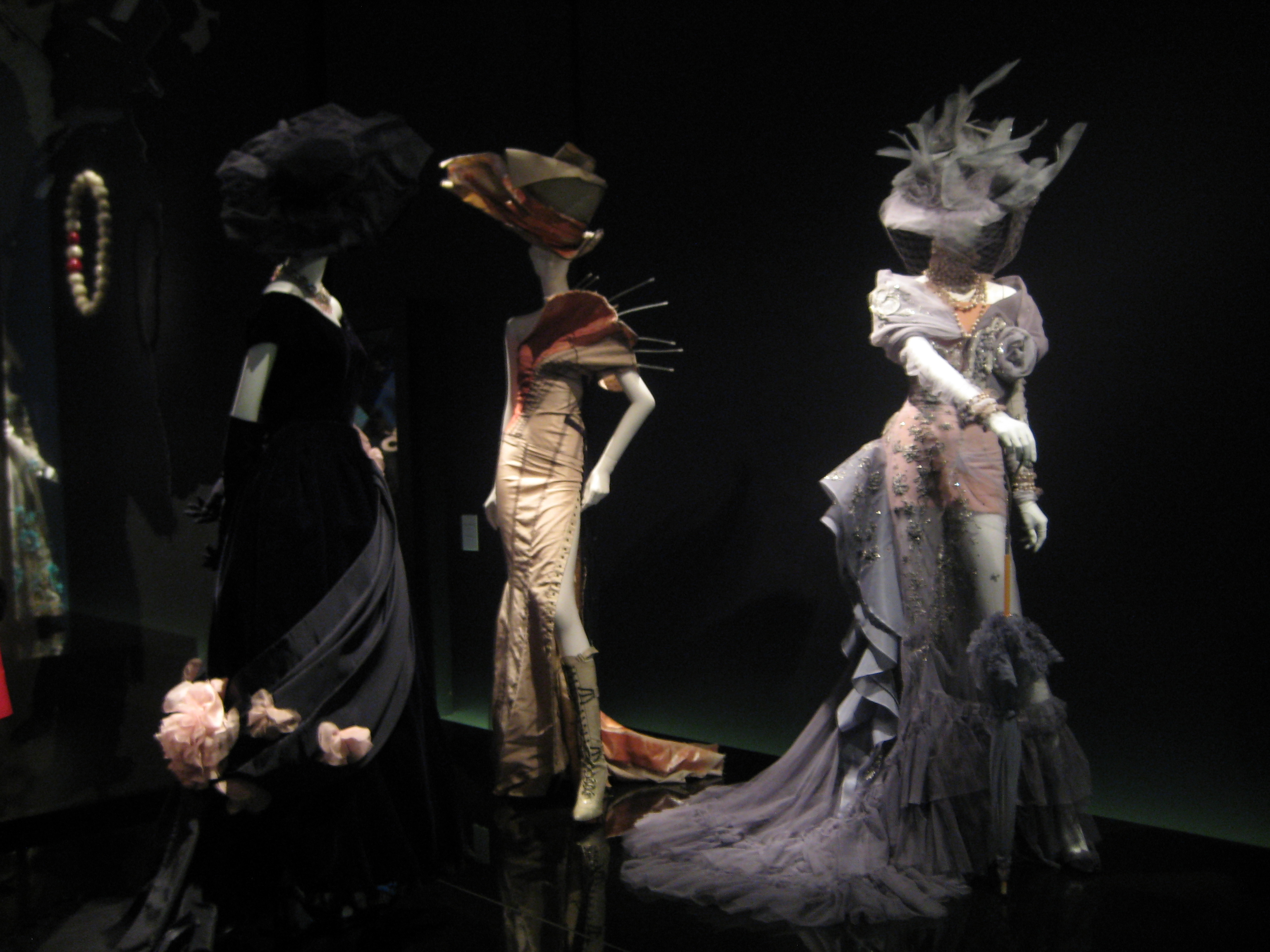
Haute couture van Dior in het Poesjkinmuseum in Moskou.

Haute couture is het hoogtepunt van mode, ontworpen door modeontwerp(st)ers die voor een selecte markt werken. Er worden slechts één of soms enkele exemplaren van de kledingstukken gemaakt, die op maat worden gemaakt voor de drager ervan. Alle couturestukken worden dan ook met de hand gemaakt van de fijnste stoffen en met gebruik van de meest verfijnde technieken. Dit is dan ook het verschil met de zogenaamde prêt-à-porter of confectiekleding, mode die gewoon klaar is om te dragen, dus niet op maat. De prêt-à-porter is vaak een vertaling van de haute couture naar het dagelijkse leven: lange avondjurken, met soms extravagante details en stoffen worden als het ware 'draagbaarder'.

## Geschiedenis
Rose Bertin, Marie-Antoinette's “Minister of Fashion”, was de eerste die het vrouwelijke lichaam begon te bevrijden terwijl ze haar creaties versierde met borduurwerk, kant en rozenblaadjes. De oorsprong van Haute Couture wordt toegeschreven aan Charles Frédéric WORTH die in 1858 op 7 rue de la Paix in Parijs het eerste echte Couture House creëerde. Charles Frederick Worth maakte geen kleding op verzoek van klanten, maar ontwierp eigen collecties. Die werden dan weer gepresenteerd aan rijke vrouwen die hun eigen stof toevoegden aan zijn ontwerpen.
Op 23 januari 1945 werd het decreet gepubliceerd met de benaming "Haute Couture", hierdoor kreeg de term Haute Couture een wettelijk gecontroleerde benaming. Alleen huizen en bedrijven die elk jaar worden goedgekeurd door een speciale commissie onder leiding van de Chambre Syndicale de la Couture, onder auspiciën van het ministerie van Industrie, kunnen hiervan profiteren.
Haute Couture onderscheidt zich door het unieke karakter van de modellen die elk jaar worden gemaakt en de individualisering van deze modellen die vervolgens op maat worden gemaakt voor klanten. Haute Couture is net als de hedendaagse Haute Joaillerie een label dat de soms academische geldende vormen verstoort om zich aan te passen aan de tijd.
Vanouds komt de haute couture uit Frankrijk (Parijs). Een modeontwerper die haute couture maakt, wordt haute couturier genoemd.
In Frankrijk mag slechts een kleine groep modeontwerpers zich haute couturier noemen. Daarvoor moet de ontwerper in kwestie benoemd worden door de Chambre Syndicale de La Couture. Zij kent de titel haute couturier slechts toe wanneer de ontwerper voldoet aan volgende voorwaarden:
- Kleding moet in eigen ateliers vervaardigd worden.
- In de ateliers moeten minimaal twaalf personen werken.
- Twee keer per jaar moet hun collectie gepresenteerd worden op de catwalk, met ten minste 50 verschillende, nieuwe kledingstukken per model.
- Er moet een speciale ruimte zijn waar kleding aan vaste klanten getoond kan worden.

Deze voorwaarden werden versoepeld in 2001. Haute Couture is in economische termen niet langer de essentiële activiteit voor de ongeveer tien grote Parijse huizen die het nog steeds beoefenen. Ten eerste omdat het niet winstgevend is: de eisen van dit beroep (lang werk, met de hand uitgevoerd in Franse ateliers, enz.) resulteren in prijzen die onbetaalbaar zijn voor gewone mensen. Sommige jurken verkopen voor meer dan 100.000 euro.
Deze activiteit maakt het mogelijk om een aantal toeleveranciers, zoals het borduurdatelier Lesage of plumier Lemarié te ondersteunen. Élisabeth Ponsolle, lid van des Portes du Comité Colbert, benadrukt dat "het mij normaal lijkt haute couture te overwegen voor wat het is: een Frans erfgoed dat in het bezit is van vakmensen van topkwaliteit".
Maar als het niet winstgevend is, dient haute couture als een etalage om het merkimago van de huizen te verspreiden, waardoor ze confectiekleding of prêt a porter kunnen verkopen aan een breder publiek en, meer en meer, accessoires en parfums, twee uiterst winstgevende activiteiten. Echter van sommige huizen is bekend dat indien ze deze logica van licenties en merchandising tot het uiterste doorvoerden, zoals Pierre Cardin, hun prestige kelderde.
Ten slotte is de modewereld sinds de jaren zestig internationaal geworden en zijn klanten eraan gewend geraakt ook aandacht te besteden aan prêt à porter ontwerpers uit New York of Milaan, maar Parijs behoudt niettemin zijn rol als modehoofdstad.

## Haute couturiers erkend door het Chambre Syndicale de La Couture

### Op dit moment erkend[(sinds) wanneer?]
- Adeline André
- Alexandre Vauthier
- Alexis Mabille
- Chanel
- Christian Dior
- Franck Sorbier
- Giambattista Valli
- Givenchy
- Jean Paul Gaultier
- Julien Fournié
- Maison Martin Margiela
- Maison Rabih Kayrouz
- Maurizio Galante
- Elsa Schiaparelli
- Stéphane Rolland

### Corresponderende leden (leden niet uit Frankrijk)
- Azzedine Alaïa, défileert niet elk jaar
- Elie Saab
- Fendi Couture
- Giorgio Armani, onder de naam Armani Privé
- Iris van Herpen
- Valentino
- Versace, onder de naam Versace Atelier met een hiatus tussen 2004 en 2012 om economische redenen
- Viktor & Rolf

### Leden uitgenodigd
- Aelis
- Aganovich
- Antonio Grimaldi
- Azzaro
- Christophe Josse
- Georges Hobeika
- Guo Pei
- Imane Ayissi
- Julie De Libran
- Rahul Mishra
- Ralph&Russo
- RR331
- RVDK Ronald Van Der Kemp
- Ulyana Sergeenko
- Xuan
- Yuima Nakazato
- Zuhair Murad

## Doelgroep
De doelgroep die zich haute couture kan veroorloven is betrekkelijk klein. Daarbij komt het gegeven dat de meeste van bovenstaande huizen ook een prêt-à-portercollectie hebben die voor een breder publiek toegankelijk is. Hierdoor is het aantal haute couturiers de laatste jaren aanzienlijk gedaald. Enerzijds behoudt de haute couture hierdoor zijn exclusief karakter, anderzijds maakt dit de toekomst ervan wat onzeker. Nochtans blijft haute couture een kunstvorm waarmee de ontwerper kan experimenteren, waardoor het nooit volledig zal verdwijnen. De haute couture heeft daarbovenop namelijk ook een reclamefunctie voor het huis.